# Hans Rinner

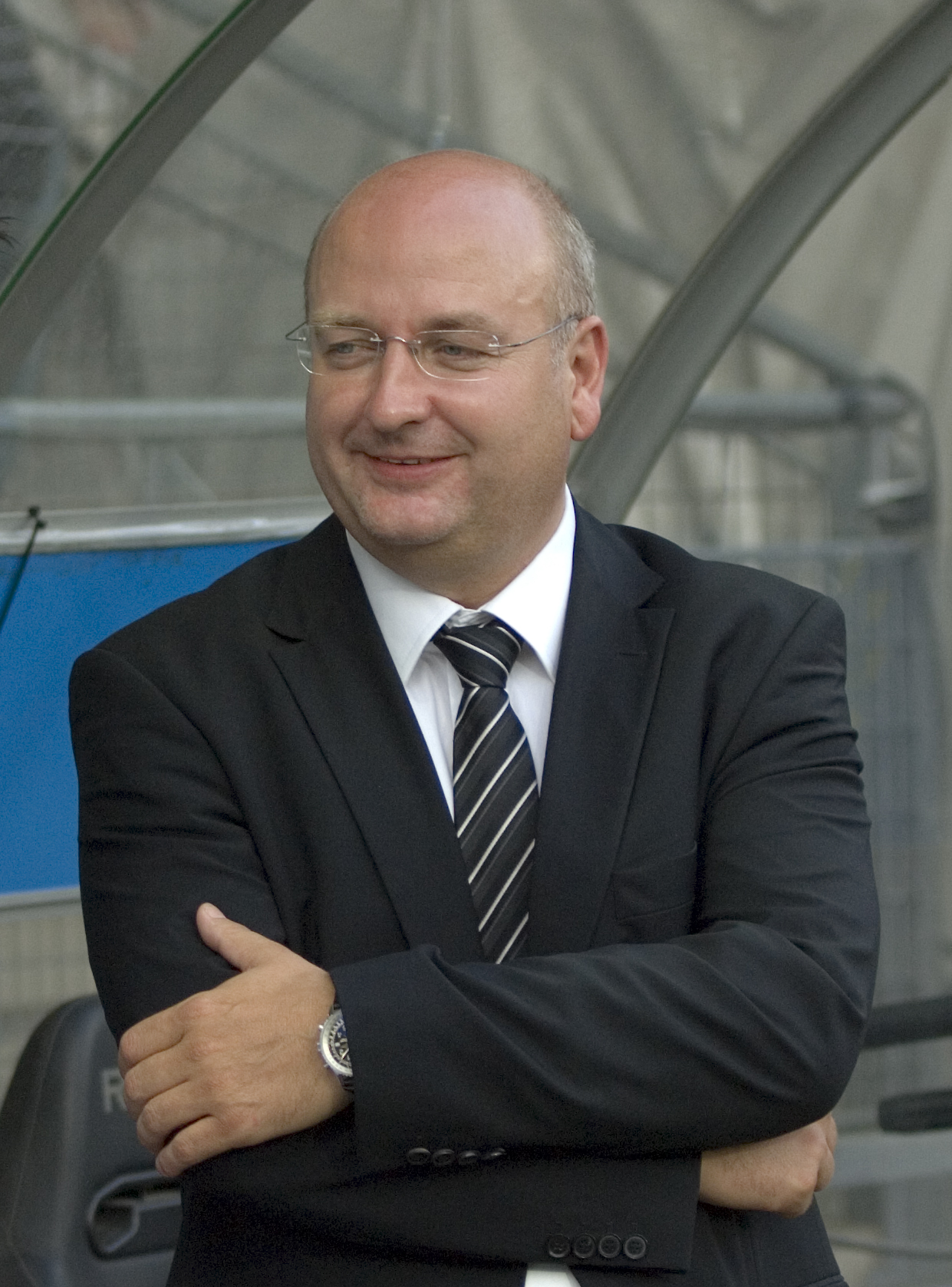
Hans Rinner (2011)

Hans Rinner (* 18. März 1963 in Semriach; † 16. Februar 2018 in Graz) war ein österreichischer Unternehmer und Fußballfunktionär. Vom 7. Dezember 2009 bis zu seinem Tod war er Präsident der österreichischen Fußball-Bundesliga. Er war zudem Eigentümer und Geschäftsführer der Frigopol Kälteanlagenbau GmbH / Experience. Von 2007 bis 2010 war er Präsident des SK Sturm Graz; ab 2016 trat er als Ehrenpräsident des Vereins, bei dem er zuletzt im Aufsichtsrat tätig war, in Erscheinung.

## Biografie
Nach seiner schulischen Ausbildung begann Rinner eine Elektriker-Lehre. Danach legte er die Abendmatura an der BULME in Graz-Gösting ab und genoss eine Spezialausbildung im Bereich der Kältetechnik. Ab 1992 war Rinner mit mehreren Unternehmen weltweit tätig.
Er war geschäftsführender Gesellschafter der FRIGOPOL Kälteanlagen GmbH in Frauental an der Laßnitz und trug zuletzt den Titel eines Kommerzialrats.
Am 16. Februar 2018 erlag Rinner einem Krebsleiden. Neben seiner Frau Claudia und den Töchtern Evamaria und Melanie hinterließ er seine Mutter Josefa und die Geschwister Roswitha und Ewald mit Familien.

### Fußball

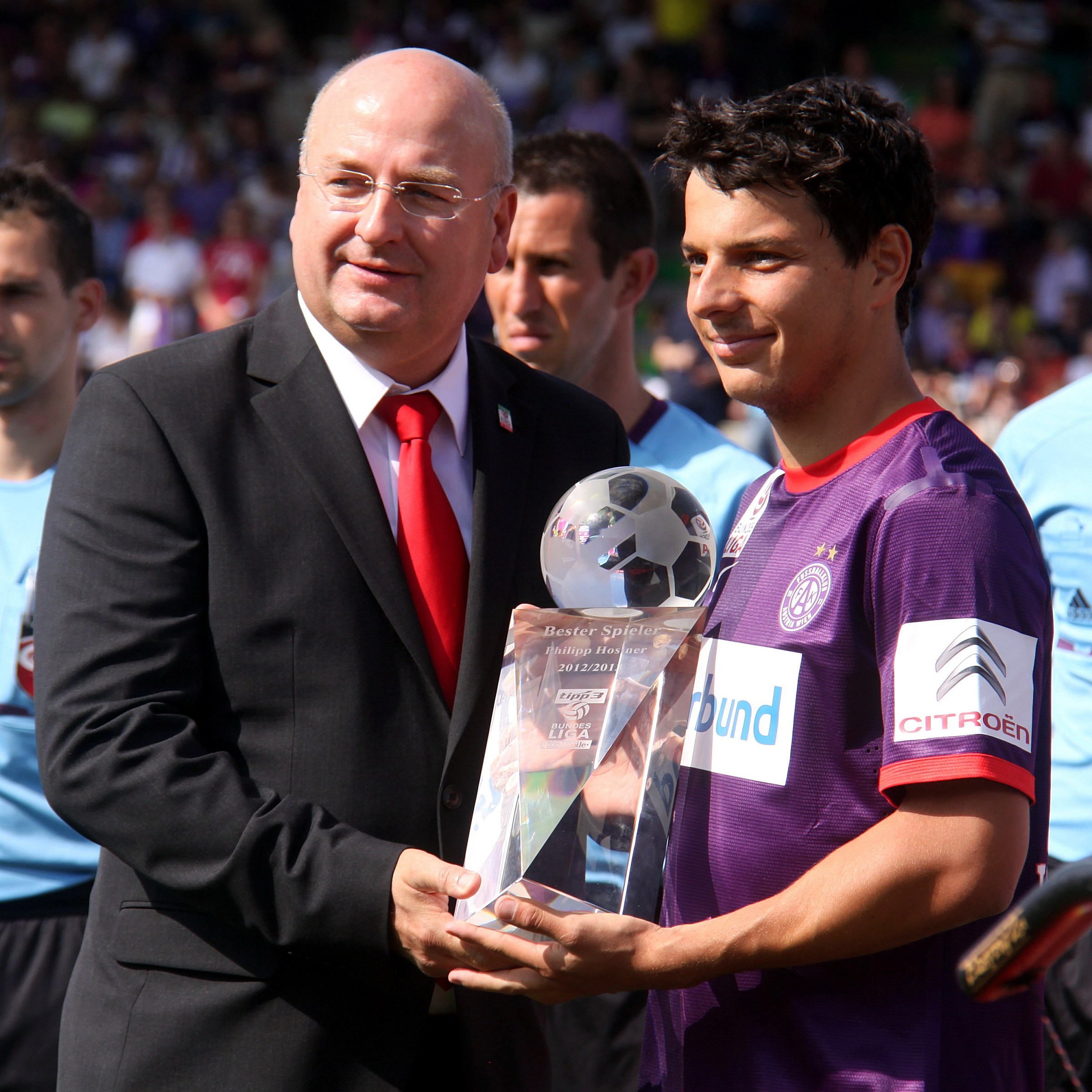
Hans Rinner bei der Übergabe der Auszeichnung für den besten Spieler der Saison 2012/13 an Philipp Hosiner

Am 2. November 2006 wurde Rinner zum Vizepräsidenten des SK Sturm Graz und am 18. Jänner 2007, bei einer Generalversammlung des Vereins, als Nachfolger des Kurzzeit- und Ehrenpräsidenten Hans Fedl zum neuen Präsidenten gewählt. In seine Ära fielen der erfolgreich angenommene Zwangsausgleich von Sturm Graz sowie der Neuanfang beim Grazer Traditionsverein. Am 25. Mai 2010 legte Rinner im Rahmen einer Vorstandssitzung sein Amt als Präsident nieder.
Seit 2006 war Rinner Vizepräsident der österreichischen Bundesliga, die die Bundesliga und Erste Liga umfasst. Am 27. November 2009 einigten sich die Vereinschefs der Bundesliga auf Rinner als neuen Bundesliga-Präsidenten, der dabei die Nachfolge des bisherigen Präsidenten Martin Pucher antrat. Die offizielle Wahl fand am 7. Dezember 2009 statt, in der Hans Rinner mit 75 von 80 Stimmen die Wahl wie erwartet gewann.
Bei der Generalversammlung des SK Sturm Graz am 18. Jänner 2016, auf den Tag genau neun Jahre nach seiner Wahl zum Präsidenten, wurde Rinner zum Ehrenpräsidenten des Vereins ernannt.